# Chrysler Valiant
El Chrysler Valiant era un coche de tamaño completo que fue vendido por Chrysler Australia entre 1962 y 1981. Inicialmente un Plymouth Valiant de los Estados Unidos rebautizado y ensamblado localmente a partir de la segunda generación lanzado en 1963, el Valiant fue fabricado totalmente en Australia. No sólo a nivel local sino también en Nueva Zelanda y Sudáfrica, con números más pequeños también que se exportan a Asia sudoriental y el Reino Unido.
El Valiant australiano fue construido sobre la plataforma A de Chrysler de América del Norte, pero con muchas partes y componentes de proveedores australianos. Aparte de un estilo de carrocería sedán 4 puertas y familiar 5 puertas, en 1965 vio la introducción de un coupé utilitario que se nombró el Wayfarer y posteriormente exportado a Sudáfrica como el Rustler. En 1971, la gama basada en la plataforma A se amplió aún más con la adaptación del Charger australiano.

## Evolución del Chrysler Valiant australiano

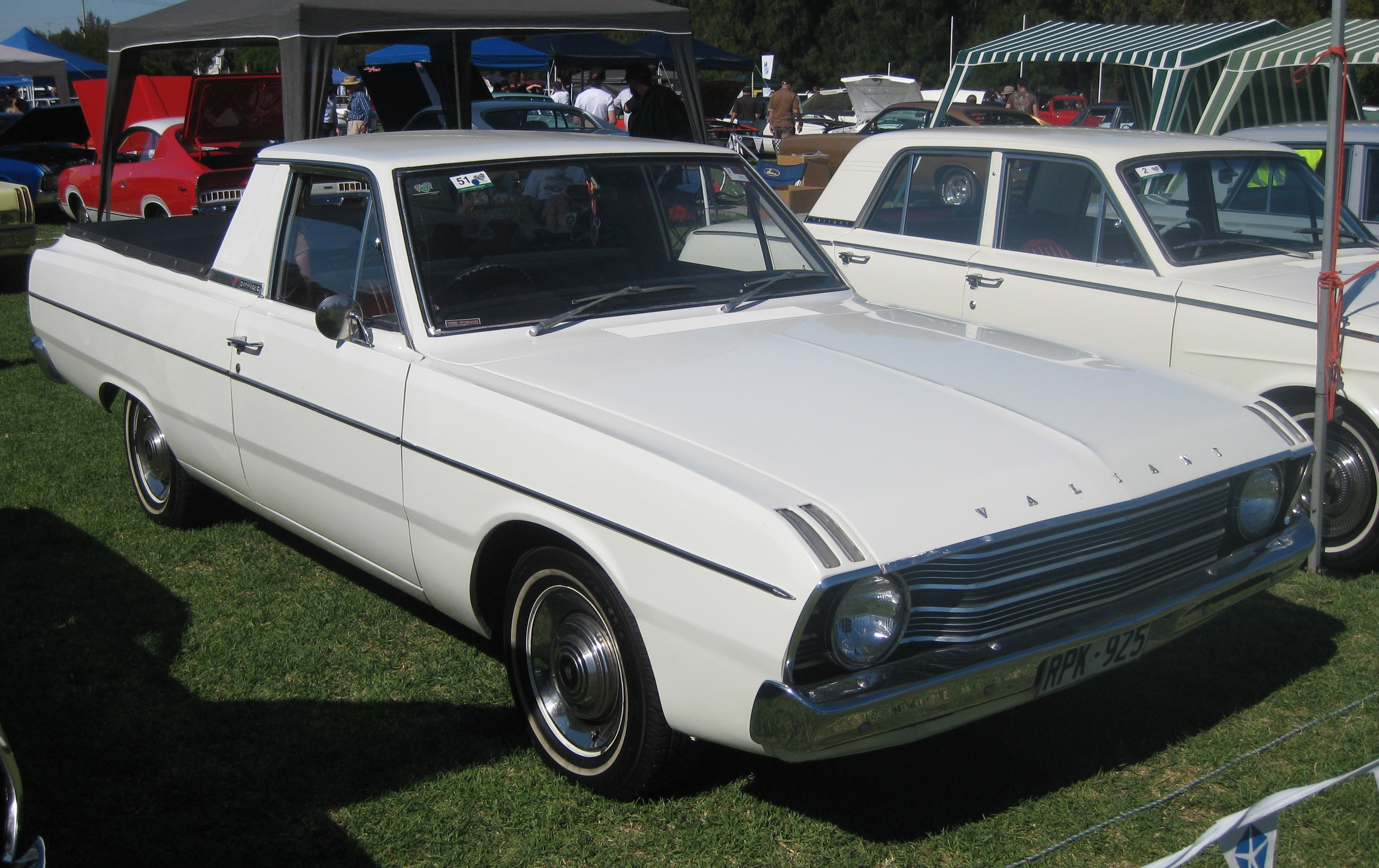
Chrysler VF Valiant Wayfarer Coupé utilitario (1969-70)

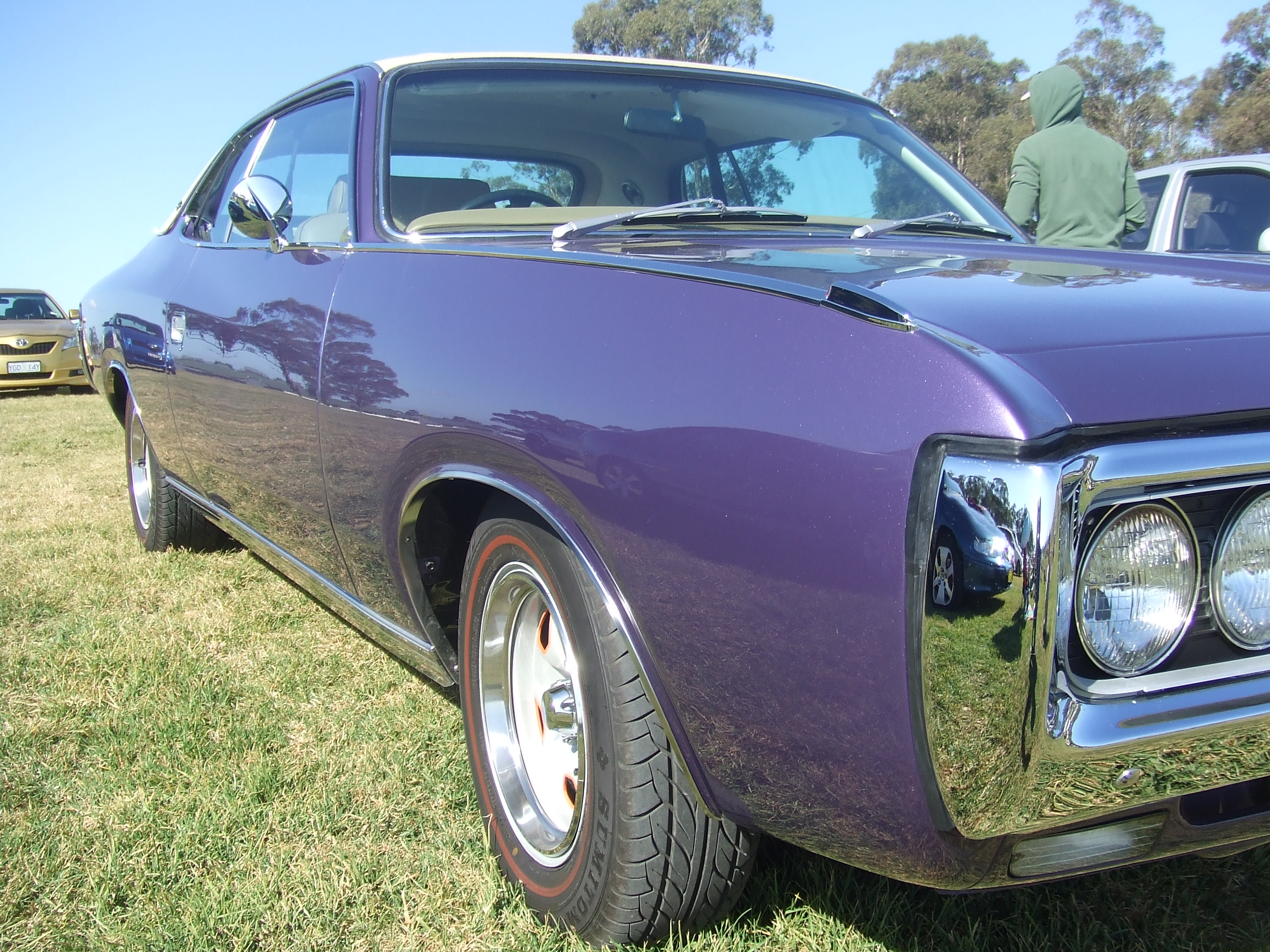
Chrysler by Chrysler CH (1971-1973)

Primera generación
- Serie RV1 (1962)
- Serie SV1 (1962/63)

Segunda generación
- Serie AP5 (1963-1965)
- Serie AP6 (1965-66)
- Serie VC (1966-67)

Tercera generación
- Serie VE (1967-1969)
- Serie VF (1969-70)
- Serie VG (1970-71)

Cuarta generación
- Serie VH (1971-1973)
- Serie CH (1971-1973)
- Serie VJ (1973-1975)
- Serie CJ (1973-1974)
- Serie VK (1975-76)
- Serie CK (1975-76)
- Serie CL (1976-1978)
- Serie CM (1978-1981)